# Processo de Bolonha

Logótipo do processo de Bolonha.

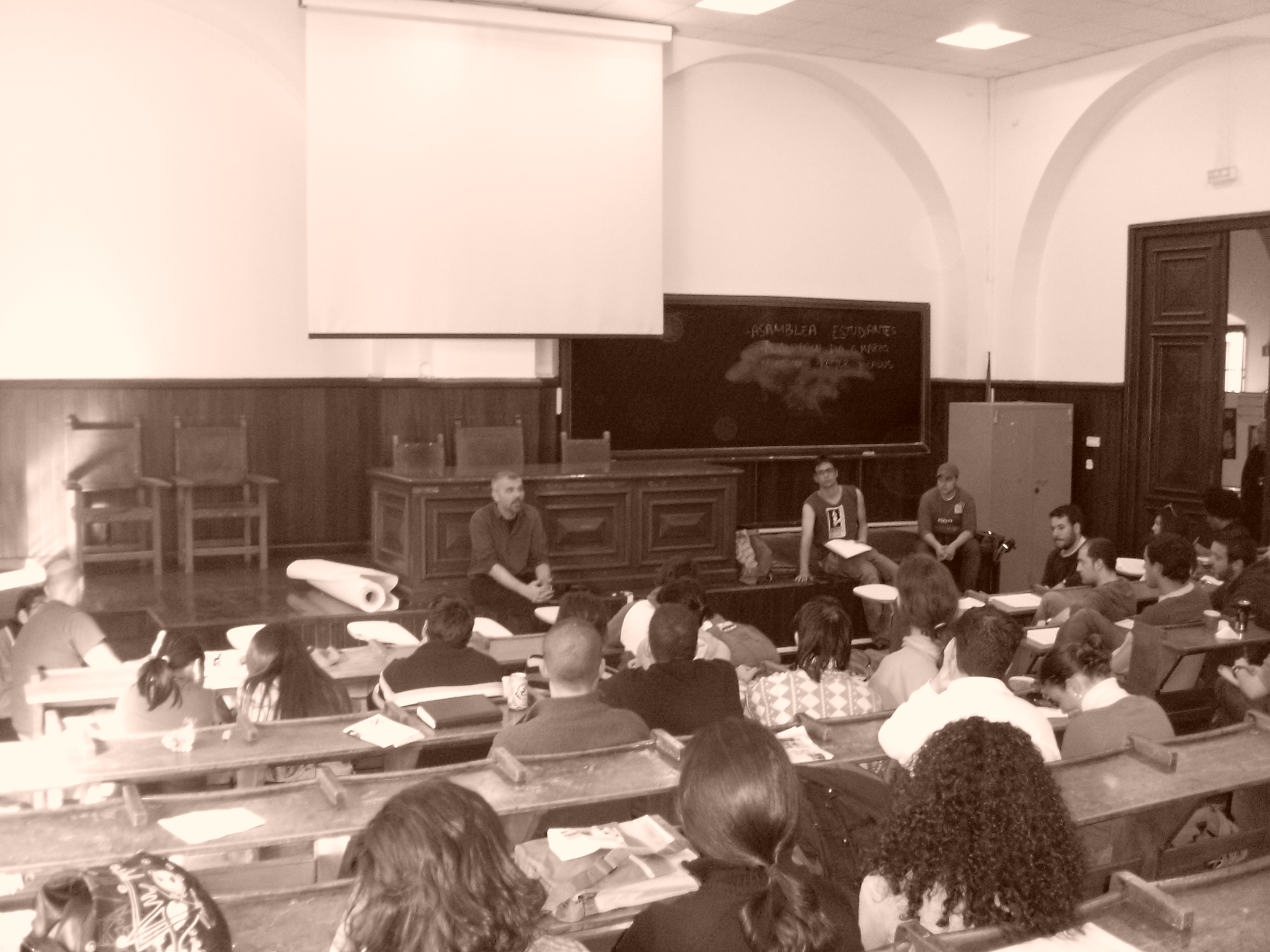
Sessão informativa sobre os planos de estudo numa universidade espanhola.

O Processo de Bolonha foi iniciado a partir da Declaração de Bolonha, um acordo assinado em 1999 na cidade italiana de Bolonha pelos ministros da Educação de diversos países de Europa, tanto da União Europeia (UE) como de outros países como Rússia ou Turquia. Tratava-se de uma declaração conjunta (a UE não tem competências em matéria de educação) que deu início a um processo de convergência que tinha como objetivo facilitar o intercâmbio de graduados e adaptar o conteúdo dos estudos universitários às procuras sociais, melhorando a sua qualidade e competitividade através de uma maior transparência e uma aprendizagem baseada no estudante quantificada através dos créditos pelo Sistema Europeu de Transferência e Acumulação de Créditos (ECTS).
O processo de Bolonha, embora não seja um tratado vinculante, conduziu à criação do Espaço Europeu de Educação Superior, um âmbito ao qual se incorporaram países e que serviria de marco de referência às reformas educativas que muitos países haveriam de iniciar nos primeiros anos do século XXI.
Para muitos setores da sociedade, o Processo de Bolonha vai mais além do assinado em Bolonha, compreendendo aspectos relativos a toda a reforma universitária que se consideram mais importantes, especialmente aqueles referentes ao financiamento da universidade pública.

## Histórico

Países firmantes do EEES (Espaço Europeu de Educação Superior).

Em 1974, Peter Drucker escreveu o seu livro A sociedade pós-capitalista, no qual destacava a necessidade de gerar uma teoria económica que colocasse o conhecimento no centro da produção de riqueza. Ao mesmo tempo, assinalava que o mais importante não era a quantidade de conhecimento, mas sim a sua produtividade. Durante a década dos anos 1980 e 90 fizeram-se numerosos requerimentos à CEE pedindo aos países uma educação mais competitiva e atrativa para o mercado.
A Declaração de Bolonha tem como precedente a assinatura da Carta Magna das Universidades (Magna Charta Universitatum) pelos reitores de universidades europeias a 18 de setembro de 1988 em Bolonha, que proclama os princípios básicos da reforma:
- 1.° Liberdade de investigação e aprendizagem
- 2.° Seleção do professorado
- 3.° Garantias para o estudante
- 4.° Intercâmbio entre universidades.[3]

Dez anos depois se assinou a Declaração da Sorbona (25 de maio de 1998) numa reunião de ministros de Educação de quatro países europeus (Alemanha, Itália, França e Reino Unido). A 19 de junho de 1999, 29 ministros de Educação europeus assinaram a Declaração de Bolonha, que dá o nome ao processo e na qual se baseiam os fundamentos do Espaço Europeu de Educação Superior (EEES), cuja implementação se concluiu no ano de 2010.
A principal reforma consistiu em criar um Espaço Europeu de Educação Superior competitivo e que seja atrativo tanto para os estudantes e docentes como para países terceiros. O documento que tomava como elemento principal a unificação das aprendizagens, criando o euro académico materializado no valor académico único para quem aderisse ao processo, ou seja, o crédito ECTS, que recorreram à experiência do programa Erasmus. Em reuniões posteriores, se perfilam mais alterações e se adicionaram mais Estados, embora o ritmo de implantação seja desigual entre os diferentes signatários. Os encontros mais importantes e os comunicados resultantes são:
- Convenção de Lisboa (11 de abril de 1997)
- Declaração de Sorbonne (25 de maio de 1998)
- Declaração de Bolonha (19 de junho de 1999)
- Comunicado de Praga (maio de 2001)
- Comunicado de Berlim (19 de setembro de 2003)
- Comunicado de Bergen (19 e 20 de maio de 2005)
- Comunicado de Londres (18 de maio de 2007)
- Comunicado de Louvain-la-Neuve (29 de abril de 2009)
- Declaração de Budapeste e Viena (março de 2010)
- Comunicado de Bucareste (abril de 2012)
- Comunicado de Erevan (maio de 2015)

## Atores institucionais
A educação superior não é gerida de forma centralizada, sendo de resto esta uma prerrogativa dos governos dos estados membros do processo de Bolonha.

### Países signatários
48 estados são atualmente signatários no processo. Signatários do Processo de Bolonha, membros do Espaço Europeu de Educação Superior, são:

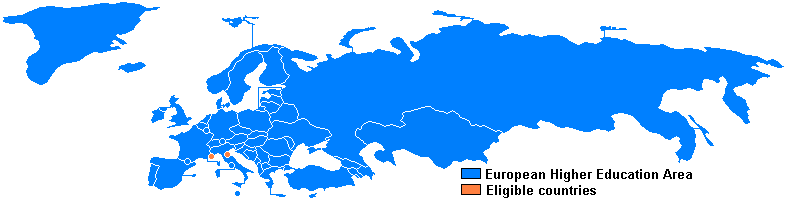
Espaço Europeu de Educação Superior

- 1999: Áustria, Bélgica (Flandres e comunidades francófonas separadamente), Bulgária, a República Checa, Dinamarca, Estónia, Finlândia, França, Alemanha, Grécia, Hungria, Islândia, Irlanda, Itália, Letónia, Lituânia, Luxemburgo, Malta, Países Baixos, Noruega, Polónia, Portugal, Roménia, Eslováquia, Eslovénia, Espanha, Suécia, Suíça, Reino Unido.
- 2001: Croácia, Chipre, Liechtenstein, Turquia, Comissão Europeia
- 2003: Albânia, Andorra, Bósnia e Herzegovina, Macedônia do Norte, Rússia, Sérvia, Vaticano
- 2005: Arménia, Azerbaijão, Geórgia, Moldávia e Ucrânia
- May 2007: Montenegro
- 2010: Casaquistão
- May 2015: Bielorrússia

Todos os estados membros da UE são participantes no processo, com a Comissão Europeia também como signatária. Mónaco e São Marino são os únicos membros do Conselho da Europa que não adotaram este processo.
A União de Estudantes Europeus (UEE), AUE, EURASHE, EI, Associação Europeia para a Garantia da Qualidade na Educação Superior (ENQA), UNICE, o Conselho da Europa e UNESCO são parte acompanhadora do processo. Outros grupos a este nível são European Network of Information Centres (ENIC), National Academic Recognition Information Centre (NARIC) e EURODOC.

## Objetivos
A declaração visa a tomada de ações conjuntas para com o ensino superior dos países pertencentes à União Europeia, com o objetivo principal de elevar a competitividade internacional do sistema europeu do ensino superior. Para assegurar que o sistema europeu do ensino superior consiga adquirir um grau de atração mundial semelhante ao das suas extraordinárias tradições cultural e científica, delinearam-se os seguintes objetivos a serem atingidos na primeira década do terceiro milénio:
- Promover entre os cidadãos europeus a empregabilidade e a competitividade internacional do sistema europeu do Ensino Superior.
- Estabelecer um sistema de créditos transferíveis e acumuláveis (ECTS), comum aos países europeus, para promover a mobilidade mais alargada dos estudantes.
- Adotar um sistema baseado em três ciclos de estudos[8]:
  - 1º ciclo, com uma duração de seis a oito semestres (180 a 240 ECTS), conferindo o título de licenciado.[9]
  - 2º ciclo, com a duração de um ano e meio a dois (90 a 120 ECTS), conferindo o título de mestre (MFE, MF, MBA e MS).
  - 3º ciclo, com duração típica variando de dois a quatro anos (120 a 240 ECTS), conferindo o título de doutor (PhD).[10]
- Implementar o suplemento ao diploma com titularidade acadêmica reconhecida;
- Promover a mobilidade dos estudantes (no acesso às oportunidades de estudo e formação, bem como a serviços correlatos), professores, investigadores e pessoal administrativo (no reconhecimento e na valorização dos períodos passados num contexto europeu de pesquisa, de ensino e de formação, sem prejuízo dos seus direitos estatutários);
- Promover a cooperação europeia na avaliação da qualidade, com vista a desenvolver critérios e metodologias comparáveis;
- Promover as dimensões europeias do ensino superior, em particular:
  - Desenvolvimento curricular;
  - Cooperação interinstitucional;
  - Mobilidade de estudantes, docentes e investigadores;
  - Programas integrados de estudo, de formação e de investigação.

### Os comunicados das reuniões de ministros
- «Declaração de Bolonha» (PDF) (em inglês)
- «Declaração de Bolonha» (PDF)
- «Comunicado da reunião de Praga (2001)» (PDF) (em inglês)
- «Comunicado da reunião de Praga (2001)» (PDF)
- «Comunicado da reunião de Berlim (2003)» (PDF) (em inglês)
- «Comunicado da reunião de Berlim (2003)» (PDF)
- «Comunicado da reunião de Bergen (2005)» (PDF) (em inglês)
- «Comunicado da reunião de Londres (2007)» (PDF) (em inglês)
- «Comunicado da reunião de Lovaina (2009)» (PDF) (em inglês)
- «Comunicado da reunião de Budapeste e Viena (2010)» (PDF) (em inglês)
- «Comunicado da reunião de Bucareste(2012)» (PDF) (em inglês)